# Traité de Jouravno
 (février 2023).
Si vous disposez d'ouvrages ou d'articles de référence ou si vous connaissez des sites web de qualité traitant du thème abordé ici, merci de compléter l'article en donnant les références utiles à sa vérifiabilité et en les liant à la section « Notes et références ».

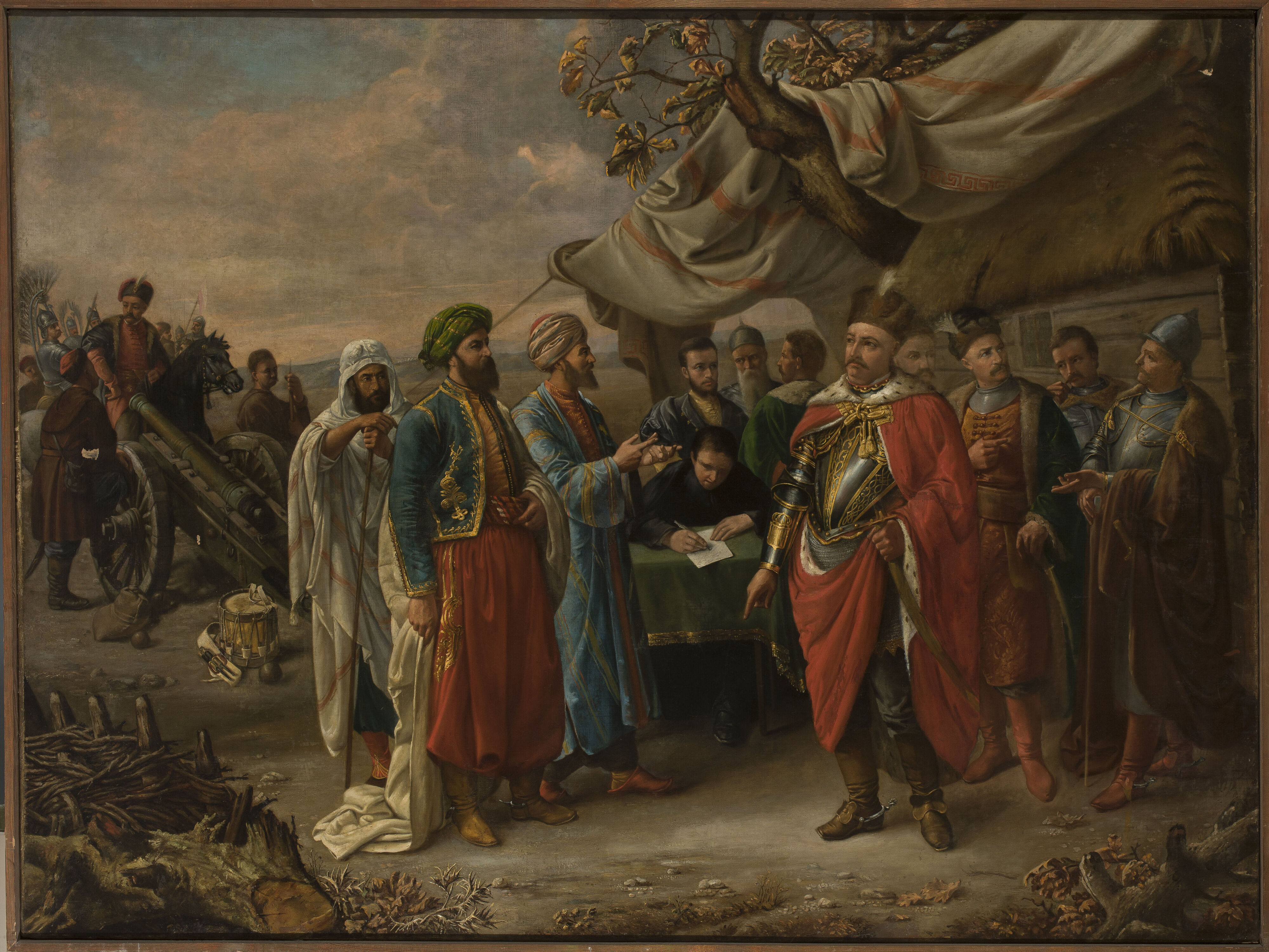
Signature du traité entre Jean III Sobieski et les Turcs.

Le traité de Jouravno ou de Żurawno (en turc : İzvança Antlaşması) est signé le 17 octobre 1676 dans la ville de Jouravno (ou İzvança, comme on l'appelle pendant l'occupation ottomane de la Podolie), à la suite de la bataille de Żurawno.
Le traité, signé par le royaume polono-lituanien et l'Empire ottoman, met fin à la deuxième phase de la guerre polono-ottomane (1672-1676). Il revoit le traité de Buchach de 1672, et est plus favorable au royaume, qui n'a plus à rendre hommage, et permet de regagner environ un tiers des territoires ukrainiens perdus avec le traité de Buchach. Il précise également de laisser aux Tatars baltiques le choix de servir soit l'Empire ottoman soit le royaume polono-lituanien.
Afin de ratifier le traité, la république des Deux Nations envoie à Constantinople Jan Gninski, le voïvode de Chełmno (en). Il y reste de 1677 à 1678, mais en attendant, la Diète de Pologne refuse de ratifier le document. Peu après, la grande guerre turque éclate. Après le traité de Karlowitz, la Podolie revient à la Pologne.